# Vladimír Župan
Vladimír Župan (* 1. ledna 1955, Ukrajina) je klavírní virtuos, hudební skladatel a pedagog.
Narodil se na Ukrajině v umělecké rodině. Věnoval se hře na kytaru, na střední hudební škole vystudoval obor hru na klavír a kompozici u prof. Martona. Od roku 1975 pokračoval ve studiu tohoto oboru na Státní kyjevské konzervatoři.
Dvacet pět let působil v Užhorodské Státní filharmonii. Účinkoval na mnoha koncertech doma i v zahraničí, účastnil se mezinárodních klavírních soutěží a přehlídek.
Každoročně vede mezinárodní mistrovské kurzy v oboru hry na klavír a klávesové nástroje, vyvíjí bohatou činnost koncertní i v oblasti kompozice. Podílí se na řadě uměleckých projektů hudby klasické, populární i jazzové. Jeho virtuózní umění je patrné i v jeho fondu nahrávek pro Český rozhlas a televizi. Vladimír Župan je klavírní virtuos vyhledávaný pro svou osobitou interpretaci a nenapodobitelný projev nejen v oboru klasickém ale např. i v hudbě jazzové, swingové, bluesové i populární.
V současnosti žije v Hradci Králové.